# Graal (série littéraire)
 (novembre 2015).
Si vous disposez d'ouvrages ou d'articles de référence ou si vous connaissez des sites web de qualité traitant du thème abordé ici, merci de compléter l'article en donnant les références utiles à sa vérifiabilité et en les liant à la section « Notes et références ».
 (janvier 2025).
- Si vous ne connaissez pas le sujet, laissez ce bandeau (vous pouvez alors contacter les auteurs).
- Si vous supprimez le contenu mis en cause (vous pouvez préalablement contacter les auteurs),

argumentez précisément cette suppression dans la page de discussion
(un manque de référence n'est pas un argument ; une recherche réelle de référence doit avoir été effectuée, être formellement documentée).
Graal est une série de livres pour enfants et adolescents autour du Roi Arthur, écrite par Christian de Montella, composée de quatre tomes.
1. Le Chevalier sans nom, Flammarion, 2003
2. La Neige et le Sang, Flammarion, 2003
3. La Nef du lion, Flammarion, 2004
4. La Revanche des ombres, Flammarion, 2005

Cet ouvrage narre les aventures de Lancelot, chevalier de la Table ronde au fil d'une aventure se déroulant au Moyen Âge.

## Tome 1
L'histoire raconte l'aventure d'un chevalier sans nom, fils du roi Ban de Bénoïc et de sa femme Hélène. Son père meurt juste après sa naissance, à la suite de l'attaque et de la destruction du château qu'il habitait. L'enfant est alors enlevé sous les yeux de sa mère par la Fée Viviane qui l'emmène sous le lac où se trouve le village où elle a élu domicile.
L'enfant impressionnant de par sa force, sa maîtrise des armes, son intelligence et sa maturité extraordinaires pour son âge, sa mère adoptive l'emmène au château du Roi Arthur afin qu'il devienne Chevalier à ses dix-huit ans. À la cérémonie d'adoubement, où il reçoit la collée du Roi, il rencontre la reine, Guenièvre, et il en tombe follement amoureux. C'est ce jour-là où il se promet de se consacrer à elle et fait de son objectif de la protéger.
Malheureusement, un individu qui n'est pas la bienvenue s'invite au royaume. C'est Méléagant, un chevalier félon et maléfique du royaume de Gorre. Il propose un défi qui se révèle être piège: un duel avec quiconque de l'assemblée avec la reine en jeu. Le sénéchal Ké y répond sans réfléchir et se vit blessé après un lourd combat dans la forêt du Nord. Méléagant emporte la reine à l'aide de sa dizaine de Saxons, grands et roux, et Gauvain, un chevalier, est chargé d'aller à sa recherche.
Sur son chemin, il découvre Lenfant aux côtés de son roncin mort de fatigue, ayant couru après la délégation d'enfer de Méléagant. Il dit qu'il veut aussi aller sauver Guenièvre. Gauvain et Lenfant font équipe pour le périple.
Leur première péripétie se conduit dans le château d'Errande, qui est en fait Morgane la sorcière en déguisement. Une mauvaise nuit passée chez elle leur apprend qu'ils couchaient sous le même toît que Méléagant et la reine eux-mêmes. Lenfant apprend également que Morgane a un fils de son âge, Mordret, de qui elle veut faire le monarche de Logres. Cela explique sa possible complicité dans l'enlèvement de Guenièvre, qui aurait pu donner naissance à un fils avec Arthur avant qu'elle mette Mordret sur le trône.  
Le duo part au matin sur la trace de Méléagant et sa troupe, causant défaite à plusieurs Saxons, dont celui gardant le gué et ceux dans la tour, sur leur chemin. Une suivante de la Fée Vivianne qui les a interpellé, Saraïde, offre un anneau à Lenfant qu'elle dit pouvoir l'aider plus tard. Elle les accompagne jusqu'à un carrefour de sept routes, dont l'une menait au Pont de l'Épée et une autre au Pont dessous l'eau. Ces deux chemins menèrent au château de Gorre, l'antre de Méléagant. C'est ici que Lenfant, prenant le Pont de l'Épée, se sépare de Gauvain, prenant le Pont sous-marin.  
Lenfant continue son voyage à travers une tempête et tombe sur une grande muraille dont les portes il n'hésite à traverser. Derrière se trouvent un espace grand comme un village mais rempli de tombes qui entouraient circulairement une chapelle. Beaucoup de celles-ci contenaient les noms de chevaliers, des chevaliers qu'il a vu bien vivants, à Camaalot, ainsi que certains dont ils ne connaissaient encore l'identité, comme Perceval et Galahad. C'est dans la chapelle qu'il rencontre Ellan, une jeune fille insistente.  
Ellan lui raconte qu'elle était de passage chez le fils du seigneur d'ici, Galehot, lorsque Méléagant est arrivé le soir dernier. Galehot et son père se trouvaient être le varlet et le vassal du Chevalier noir qui se sont disputés avec ce dernier et Morgane. Le village se fit alors transformé en un cimetière futur des chevaliers d'Arthur. Durant son histoire, Ellan fait des avances étranges envers Lenfant. Puis, elle lui demande de briser l'enchantement. 
Lenfant passe un temps indéterminé dans un dongeon au fond d'un puits, où gémissent, plaignent et crient des voix assourdissantes en constance, où il dut se battre avec des chevaliers de cuivre et une créature à trois têtes de chien pour des clefs, et où il libère les âmes des villageois d'un coffre ensorcelé. Après être remonté à la surface, Ellan se confesse à lui - une confession qu'il refuse catégoriquement et qui devient même raison d'arguments avec elle. À la place, il force Galehot, qu'il trouve d'ailleurs très appréciable et fait son varlet, de se rapprocher d'Ellan en tant que son fiancé.  
Après cela, il découvre une dalle mortuaire qui y est restée, la sienne. Lenfant découvre alors son nom: Lancelot du Lac, fils du roi Ban de Bénoïc.  
Lancelot, Galehot et Ellan s'en vont à la rencontre du roi Pellès. Dans la salle principale du château du dernier repose une lit colossale, où le roi se couche pour discuter avec le Chevalier. C'est à ce moment que Lancelot voit de ses propres yeux la lance à laquelle la pointe saigne le sang du Christ et le plat creux, celui qu'on nomme le graal. Malheureusement, il ne s'y pose aucune question. Au contraire, tout ce qui lui tourne dans la tête est l'amour qu'il tient envers Guenièvre. Le roi Pellès lui fait même remarquer quel dommage cela est. Bientôt, Lancelot part à ses quartiers.  
C'est dans sa chambre qu'Ellan, venue lui offrir une liqueur à l'occasion de leur réconciliation, et lui boivent ensemble. Le vin se trouvait en fait être un philtre, un vulgaire aphrodisiaque, qui fait délirer Lancelot et imaginer le visage de Guenièvre sur celui d'Ellan. Ils passent nuit ensemble.  
Cette trahison enrage Lancelot et il fuit, cherchant sans objectif une sortie des couloirs de la tour rendus délabrés par ce qui avait l'air d'être des années. C'est à quoi le château de Pellès ressemblait lorsqu'il était sur la Terre Gaste. Il encontre Galehot dans la salle principale et apprend que lui-même fut trompé au philtre d'Ellan. Ils chevauchèrent jusqu'au royaume de Gorre, et Lancelot arriva enfin au Pont de l'Épée. C'était une litérale épée, incroyablement longue mais pourtant pas plus large que deux épées ordinaires.   
Lancelot, s'étant déshabillé de toute protection d'armure au fer lourd, progressa sur les mains et les pieds nus. Son sang coulait sur la lame, et il serait un véritable miracle qu'il atteignent l'autre côté avec assez de sang dans son corps pour fonctionner. Mais il l'a fait, après pensées de Guenièvre et du brave destin qu'on lui a toujours promis.   
Lancelot, lui, gravement blessé et drainé de son sang, se souvenu de l'anneau de Vivianne alors que des lions étaient sur sa trace. Il le passa à son doigt et fut magiquement et immédiatement guéri de toutes cicatrices potentielles. Les lions fut également transformés en lévriers sans défenses. Il réussit à s'enfuir et commence à contourner le château par l'est, mais encontre Gauvain. Cela indique q'il a pu passer, de son côté, par le Pont sous l'eau.  
Pendant tout cela, Méléagant, sa mère la reine Elfride, Morgane ainsi que son fils Mordret discutaient dans la forteresse. Méléagant, fou furieux que Morgane, qui savait que Lancelot aller traverser le Pont de l'Épée mais n'a rien dit, part en tempête pour attraper le Chevalier lorsqu'il sera encore faible. Le lecteur apprend que Mordret est le fils d'Arthur, le demi-frère de Morgane.   
Le duo réuni de Lancelot et Gauvain ont tirés tous les habitants des cachots de Gorre, incluant Cadoain, Bréhu et Caradigas, et entrèrent. Méléagant tente de les extérminer en envoyant une cinquantaine de Saxons, mais la reine Elfride les ordonne d'arrêter. Elle les (Lancelot et Méléagant- mais surtout Lancelot) promettre de se battre en juste, sans recours aux sortilèges et enchantements.   
Morgane et son fils, eux, passent à la prochaine étape de leur plan: envoyer le petit sorcier Baudemagus montrer la nuit de passion que Lancelot passa avec Ellan à la reine Guenièvre, tout à travers un miroir magique. Guenièvre se voit vexée et jalouse et doute même de sa conviction envers l'amour interdit qu'elle considérait partager avec Lancelot, loin du royaume de Logres.   
L'énorme bataille, joute dans ce cas, entre Lancelot et Méléagant se produit dans la cour. Leur premier coup cassa presque l'entièreté de leurs équipements. Le reste du combat s'effectua corps à corps, arme à arme. À la fin, Lancelot en ressorti victorieux, transpersant de sa lame le crâne du Chevalier noir. Dès le ravisseur vaincu, Lancelot chercha Guenièvre au bord de sa fenêtre, dans sa tour. Il ne la trouva pas.  
Lorsqu'ils quittèrent la cour, célébrés, et virent chercher la reine, elle ne leur rendit qu'une mine froide. Surtour Lancelot. Il faillit en mourir lorsqu'il devait regarder oeil à oeil avec elle, ne pouvant supporter le verglas dans son visage. Elle refusa de retourner à Camaalot dans la même calèche que lui, ordonnant qu'il revienne plus tard que tous les autres. Le pauvre chevalier tomba dans un grave dépression, son mental d'acier et  son ambition incontournable brisés, et il ne retourna en fait jamais. Les chevaliers, au début jovials et ensoleillés par une paix qu'on ne croyait jamais pouvoir faire l'expérience, commencèrent à s'ennuyer alors que l'été passa. Trop de banquets, trop de joutes, pas assez de nouvelles histoires. On disait que les chevaliers ne servaient plus à grand chose autant que l'harmonie régnait.   
Une fois, Gauvain le rencontra un jour de neige. Lancelot, maintenant dépourvu de toute émotion, lui compta toutes les batailles qu'il gagna sur son chemin de vagabond. Il fit des massacres, un Chevalier après l'autre, à groupe de trois, cinq, dix, il leur causa tous défaite. On a commencé à l'appelé le Chevalier blanc. Une autre fois, c'est Galehot qui l'a trouvé. Ils ont longuement parlé de leurs amours, du temps qui s'est écoulé, de quelques conspirations concernant Morgane. Galehot prétendit qu'il est possible que Morgane, plus connaisseuse en haine qu'en amour, pouvait être celle qui a été le détriment à la relation entre Lancelot et Guenièvre. Il dit qu'il se peut que son but s'étendit plus loin que simplement atteindre Arthur. Le varlet lui recommande de retourner au Lac. Lancelot fait juste cela.  
Là-bas, Vivianne le conduit dans une sorte de dongeon à la lumière vive aux fins fonds du château du Lac. Ils débouchèrent dans une clairière hors de ce monde où un vieil homme vivait dans une cabane. Vivianne le présenta comme Merlin, celui qu'elle aurait emprisonné après avoir volé toutes les connaissances. Il lui explique tout.  
" Vois-tu, jeune Lancelot, le Saint-Graal est un plat sacré. Celui dans lequel le Christ prit son dernier repas, lors de la Cène, en compagnie de ses apôtres. [...] Le Graal où s'était accompli le Miracle fut préservé par les disciples du Christ, caché, précieusement conservé. Un jour, Joseph d'Arimanthie, qui en avait la garde, débarqua avec quelques hommes sur les rivages d'Angleterre. Il enfouit le Graal dans un lieu connu de lui seul. Plus tard, il fonda la Table Ronde autour de laquelle prenaient place le roi et ses meilleurs chevaliers. Il y imposa un siège vide, le Siège Périlleux, où ne pourrait s'asseoir que celui qui aurait retrouvé le Graal et l'aurait déposé au centre de cette Table Ronde. [..] Seul le découvreur du Graal, l'Élu, obtiendra cette grâce divine. "  
" [...] Si tu n'avais pas été l'Élu - ou, disons plutôt, l'Éventuel -, un autre nom y aurait figuré. " (sur la tombe de Lancelot, la seule qui restait après avoir défait les enchantements sur le village de Sorelois) " Les épreuves sont au nombre de trois. Comme la Sainte Trinité de Dieu. Le don du roncin et du chevreuil, ça fait un. Le Lit Périlleux, cela fait deux. Et le Cimetière future: trois. Mon pauvre ami, qu'allais-tu t'aventurer sur ce Pont de l'Épée? [...] Lorsque Pellès t'a invité à souper avec lui, ses varlets ont traversé la salle. Le premier portait une lance. [...] Ensuite, un autre varlet, précédé de deux autres portant des candélabres, est passé à son tour devant toi. [...] Que portait-il? [...] Un plat. [...] Oui, Lancelot: tes yeux ont vu passer la Lance qui saigne du sang du Christ blessé par un Romain sur la croix, et le Saint-Graal. Et tes yeux sont restés aveugles. Et tu n'as pas posé les Deux Questions, pourtant si simples, que Pellès attendait de toit. "  
Au fond, tous ce que Lancelot a fait de mal était d'être tombé amoureux de Guenièvre. Son amour l'a distrait de tous ce que Vivianne et tant d'autres attendaient de lui. Merlin a pourtant été celui qui a recommandé à Vivianne de pousser Lancelot vers la reine. Il lui explique aussi la raison pourquoi Guenièvre faisait mine de ne plus l'aimer lorsqu'il l'a sauvée de Gorre. Lancelot est déterminé d'aller la retrouver et de tous lui expliquer une fois pour toute.   
Alors qu'il est en route - farouchement - il rencontre le même nain qui l'a tiré à la charrette il y a belle lurette. Ce nain lui indique la direction vers où il prétend avoir vu la reine. À la place, Lancelot tombe sur une grotte qui se referme derrière lui, qui l'attire de façon suspicieuse. À l'intérieur se trouve une plaine qui semble s'étendre loin, remplie de vie et d'un bel air printanier. C'était un endroit absolument pittoresque, mais il l'a été encore plus pour Lancelot lorsqu'il a vu Guenièvre, non loin, en train de cueillir des fleurs à sa guise, avec sa touche d'élégance et de douceur. Il tente de lui parler quelques fois, mais aucune réponse. Lorsqu'il tente de la toucher, sa main la traverse. C'est alors qu'une voix, une qu'il reconnaît, celle de Morgane, retentit dans l'espace qui avait pourtant l'air si libre. Elle lui explique que tout ce qu'il vient de voir était une illusion construite de tout pièce, et qu'il devra passer le reste de sa 'sentence' ici.   
Chaque jours devient le même pour Lancelot. Guenièvre passe tous ces jours à faire les mêmes activités. L'un après l'autre. Au début, Lancelot tente de s'en cacher. Mais après peu, il ne peut que jouer dans la délusion. Il fait semblant de faire partie des journées de la fausse Guenièvre, faisant toujours attention de ne pas la toucher afin d'éviter de briser son rêve. Il n'a jamais faim ni soif. Des années passent dans cette charade. Lancelot avoue que certaines fois, il pleure la veille et ne va pas voir Guenièvre le lendemain.   